# Liste der Flüsse in Somalia

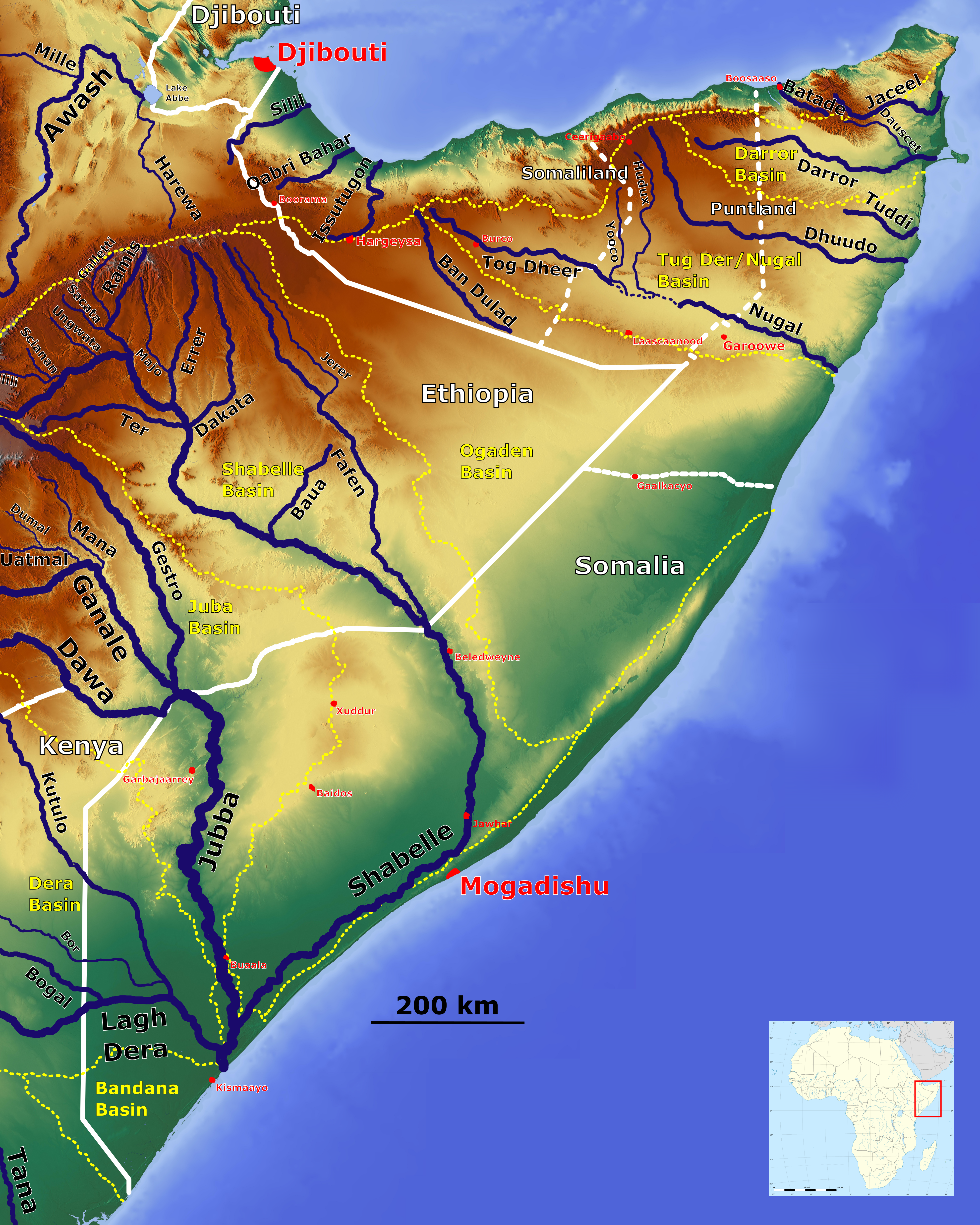
Somalia topografisch mit den wichtigsten Flüssen und Einzugsgebieten

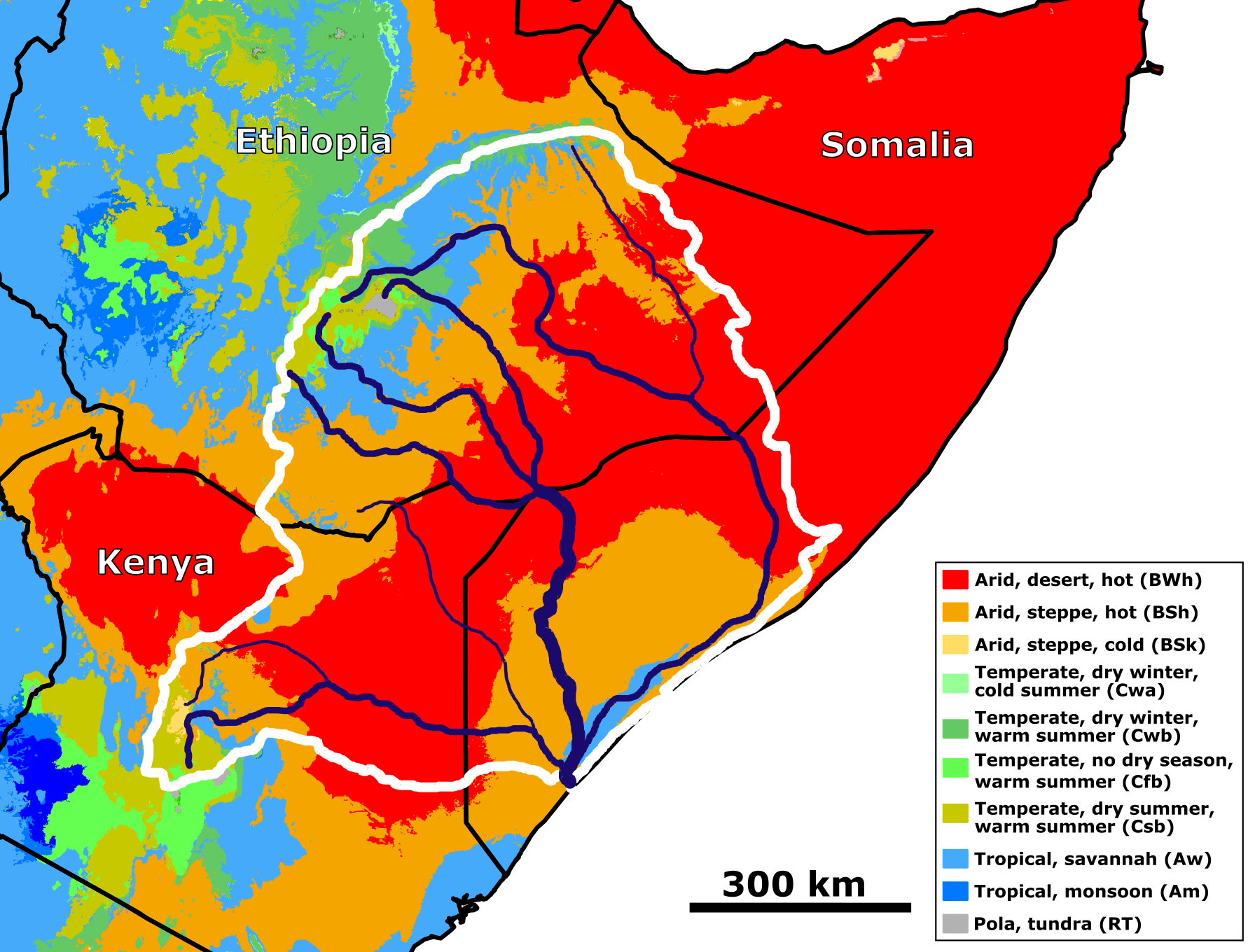
Somalia nach Köppen-Geiger mit dem Einzugsgebiet des Juba

Dies ist eine Liste der Flüsse in Somalia. In dem Küstenstaat am Horn von Afrika gibt es kaum Niederschlag. Der bedeutendste Wasserlauf ist der Jubba mit seinen Nebenflüssen Shabelle und Uaso Nyiro. Deren Einzugsgebiet macht mit etwa 220.000 km² ein Drittel der Landesfläche aus. Alle anderen Wasserläufe sind nicht permanent. Eine Zuordnung der einzelnen Wadis ist durch eine teils sehr unterschiedliche Namensgebung erschwert.

## Jubba
- Shabelle
- Dawa
- Uaso Nyiro (Lagh Dera)
  - Lhag Bogal
  - Kutulo
    - Lak Bor

## Nordküste
- Silil
- Oabri Bahar
- Issutugon
- Batade

## Ostküste
- Jaceel
- Darror (Dhud)
  - Dauscet
- Tuddi
- Dhuudo (Dhud, Dudo)
- Togdheer (Tug Dheer, Der)
  - Yooco
  - Hudux
- Nugaal (Ely, Nugaal, Nogel)
- Lagh Badana

## Endorheis
- Ban Dulad

## Einzugsgebietaufteilung des Landes
Im Folgenden sind die Einzugsgebiete Somalias tabellarisch aufgeführt. Es ist darauf zu achten, dass außer beim Juba die angegebenen Flächen geografischer Natur sind und nicht ausschließlich einem Gewässer zugeordnet werden können
| Einzugsgebiet         | Fläche des gesamten Einzugsgebietes [km²] | Fläche Somalia [km²] | Fläche Somalias [%] |
| --------------------- | ----------------------------------------- | -------------------- | ------------------- |
| Juba (Hauptfluss)     | 220.872                                   | 64.744               | 10,1                |
| Shabelle              | 296.972                                   | 108.295              | 16,8                |
| Lag Dera (Uaso Nyiro) | 231.639                                   | 46.335               | 7,2                 |
| Juba (Gesamt)         | 749.483                                   | 219.374              | 34,1                |
| Golf von Aden         | 74.422                                    | 74.422               | 11,6                |
| Darror                | 34.195                                    | 34.195               | 5,3                 |
| Tug Der/Nugaal        | 112.231                                   | 112.231              | 17,4                |
| Ogaden                | 234.943                                   | 159.500              | 24,8                |
| Zentrale Küste        | 27.638                                    | 27.638               | 4,3                 |
| Lag Badana            | 16.575                                    | 16.575               | 2,6                 |
| Gesamt                |                                           | 643.935              | 100                 |